# Poso-Bungu-Grundel
Die Poso-Bungu-Grundel (Mugilogobius amadi, Syn.: Weberogobius amadi) ist eine extrem seltene oder bereits ausgestorbene Fischart aus der Unterfamilie der Zwerggrundeln (Gobionellinae) innerhalb der Familie der Oxudercidae. Sie ist oder war endemisch im Poso-See (Danau Poso) auf Sulawesi.

## Beschreibung
Die Poso-Bungu-Grundel erreicht eine Länge von 14,5 Zentimetern. Der Körper und die Flossen sind einfarbig dunkelbraun bis schwarz. Es gibt sieben Dorsalstacheln, neun bis zehn Dorsalstrahlen, ein Analstachel, zehn bis zwölf Analstrahlen, 26 Rückenwirbel, 52 bis 65 längsverlaufende und 14 bis 20 querverlaufende Schuppen. Die 22 bis 36 Schuppen der vorderen Rückenpartie sind klein. Sie dehnen sich am Vorkiemendeckel vorbei aus, erreichen aber nicht die Augen. Die Körperschuppen sind meist kammartig. Der dritte oder vierte Stachel der Rückenflosse ist am längsten. Der Körper ist ziemlich zusammengedrückt und schlank. Die Nase und die Kiefer sind lang. Das Maul ist endständig. Die Kiemenöffnungen sind schräg. Der Schultergürtel ist glatt.

## Lebensweise
Abgesehen davon, dass sie als Grundbewohner in den tiefen Bereichen des Poso-Sees vorkommt oder vorkam, ist über ihre Lebensweise kaum etwas bekannt.

## Status
Die Poso-Bungu-Grundel wurde 1987 zuletzt nachgewiesen. Mögliche Ursachen für ihr Verschwinden sind die Verschmutzung des Poso-Sees sowie das Einsetzen fremder Fischarten.